# Williamson Glacier Tongue
Williamson Glacier Tongue är en glaciär i Antarktis. Den ligger i Östantarktis. Australien gör anspråk på området. Williamson Glacier Tongue ligger 23 meter över havet.
Terrängen runt Williamson Glacier Tongue är huvudsakligen platt, men västerut är den kuperad. Havet är nära Williamson Glacier Tongue åt nordost. Trakten är obefolkad. Det finns inga samhällen i närheten.